# Франсуаза де Динан
Франсуаза де Динан (фр. Françoise de Dinan) (20 ноября 1436 г., имение Ла-Рош-Сюар близ Тремюзона — 3 января 1499 г., замок Шатобриан) была знатной бретонской дамой, воспитательницей Анны Бретонской — герцогини Бретани, позже также королевы Франции. Приняла участие во франко-бретонских конфликтах последней четверти XV века.

## Биография

### Происхождение
Отцом Франсуазы был Жак де Динан, сеньор де Бомануар, де Монтафилан и дю Бодистер, камергер Бретани, а матерью — Екатерина де Роган, дочь Алена IX, виконта Рогана; она была их единственным ребенком. В 1444 г., в восемь лет, она потеряла отца, а когда через месяц умер ее дядя Бертран де Динан, маршал Бретани, она осталась последней представительницей вымирающего рода Динанов и богатейшей наследницей Бретани. Она носила титул дамы де Бомануар, де Шатобриан, дю Гильдо, де Монтафилан, де Канде, де Вьоро, дез Югетьер, де Ла Ардуине и дю Бодистер.
Еще в пять лет ее обручили с Франсуа, сыном Ги XIV, графа Лаваля; жених был старше нее на год. Но на ее руку быстро появились и взрослые претенденты: Жиль Бретонский, брат герцога Бретани Франциска I, и фаворит того же герцога Артюр де Монтобан.

### Брак с Жилем Бретонским
Жиль Бретонский, при пособничестве матери Франсуазы и даже отца ее жениха Ги де Лаваля, которому герцог обещал 20 тыс. экю (заплатив всего 8 тыс.), в 1444 г. похитил Франсуазу и женился на ней. В ответ Артюр де Монтобан, пользуясь близостью к герцогу, стал очернять Жиля перед последним, ссылаясь на проанглийскую позицию принца. В результате Жиль в 1446 г. был арестован, а в 1450 г. его убили в заключении люди Монтобана. Франсуаза тоже попала в заточение, их владения были конфискованы герцогом. Но вскоре умер и герцог Франциск I, а сменивший его Пьер II, брат Франциска и Жиля, предпринял расследование убийства последнего; организатор убийства Артюр де Монтобан бежал во Францию, а исполнителей казнили. Франсуаза, узнав об убийстве Жиля, поняла, что герцог решит выдать ее замуж, и вновь официально признала себя невестой Франсуа де Лаваля (графа де Гавра), написав ему, в частности:
И вскоре после этого [обручения с Франсуа] мой господин и отец скончался, и я в юном возрасте осталась в руках и под покровительством моей госпожи и матери, из рук каковой меня захватил монсеньор Жиль Бретонский, желавший на мне жениться, и с тех пор держал меня в замке Гильдо, пока не был захвачен сам; оный монсеньор Жиль скончался, не совершив и не осуществив упомянутого брака, из-за моего малого возраста.
 В судьбе Франсуазы приняла участие новая герцогиня Бретонская, Франсуаза д’Амбуаз. Она обратилась к отцу несостоявшегося жениха — Ги де Лавалю. Но тот, вновь нарушив права родного сына, решил жениться на богатой наследнице сам (благо его жена Изабелла Бретонская уже семь лет как умерла). Ему было сорок пять лет, предполагаемой невесте — пятнадцать. Впрочем, по утверждению некоторых историков, на браке с отцом вместо сына настоял сам герцог Бретонский Пьер II, опасаясь в противном случае чрезмерного расширения владений дома Лавалей.

### Брак с Ги XIV де Лавалем
Между герцогом, графом Ги XIV и Франсуазой было заключено соглашение, по которому герцог возвращал ей конфискованный замок Шатобриан (на условии, что, если у них с Ги не будет потомства, замок отойдет бретонской короне), а она отказывалась от вдовьей доли, на какую могла претендовать как вдова Жиля, и от компенсации за конфискованные владения. Ги XIV отказывался от неполученной суммы в 12 тыс. экю и даже возвращал полученные восемь тысяч. Потребовалось еще разрешение римской курии из-за дальнего родства между женихом и невестой (его прапрадедом и ее прапрапрадедом был герцог Бретонский Артур II). Свадьба была сыграна в 1451 г. в присутствии герцога, коннетабля Ришмона, графа д’Этампа и бретонских вельмож. В этом браке родилось трое детей:
- Пьер де Лаваль-Шатобриан, сеньор де Монтафилан. Умер в 1475 г., не оставив потомства.
- Франсуа де Лаваль-Шатобриан (1462–1503), барон де Шатобриан и де Дерваль, позже де Монтафилан. Женился в 1486 г. на Франсуазе де Рьё. Дети:
  - Жан де Лаваль-Шатобриан (1487–1543), барон де Шатобриан. Женился в 1509 г. на Франсуазе де Фуа, впоследствии фаворитке короля Франциска I.
    - Анна (1508–1521).

  - Пьер (1494–1524), сеньор де Монтафилан, не оставивший потомства.
- Жак де Лаваль-Шатобриан, сеньор де Бомануар, умер в 1502 г.
  - Франсуа, умер в 1522 г., не оставив потомства.

### Шатобрианский договор и штурм замка Шатобриан
Франсуаза и ее супруг принимали участие в мятежах бретонской знати в конце правления герцога Франциска II. В марте 1487 г., уже после смерти Ги XIV, Франсуаза, ее сын Франсуа де Лаваль, его тесть — маршал Бретани Жан де Рьё, новый граф Лаваля Ги XV (бывший жених Франсуазы) и ряд других бретонских вельмож заключили союз против герцога Бретонского в пользу короля Франции, вошедший в историю как «Шатобрианский договор». В Бретань вступила армия Карла VIII, который при этом лично побывал в замке Шатобриан. Однако поведение французов, занимавших в Бретани крепости и ведших там себя как оккупанты, вскоре вызвало недовольство союзников, и они вновь перешли на сторону герцога. 15 апреля 1488 г. к замку Шатобриан подошла 12-тысячная французская армия под командованием Луи де Ла Тремуя. Франсуаза отказалась сдавать замок, и началась осада; но силы были слишком неравны, замок был слабо приспособлен к обороне и уже 23 апреля пал. При штурме замок и город сильно пострадали, 236 домов сгорело. Король приказал срыть укрепления замка, но Франсуаза получила охранную грамоту на вывоз документов и ценностей. Позже Анна Бретонская выплатила ей в компенсацию потерь при штурме 100 тыс. экю.

### Воспитательница Анны Бретонской
Незадолго до смерти Франциск II назначил опекуном своих несовершеннолетних дочерей Анны и Изабеллы (умершей в 1490 г.) маршала де Рьё, а воспитательницей — Франсуазу де Динан. Она обучала воспитанниц языкам и дамским искусствам вроде вышивания и плетения кружев. Известно, что она добивалась, чтобы Анна вступила в брак с ее единоутробным братом — Аленом д’Альбре (позже ставшим «Аленом Великим»), сыном ее матери Екатерины де Роган от ее отчима Жана д’Альбре.
В марте 1494 г. Франсуаза вышла замуж в третий раз — за пикардийского дворянина Жана де Пруази. Она скончалась 1 марта 1499 г. и была похоронена в монастыре якобинцев в Нанте рядом с Изабеллой Бретонской, первой супругой Ги XIV де Лаваля.